# Escapade fatale
Pour plus de détails, voir Fiche technique et Distribution.
Escapade fatale ou Un paradis d'enfer au Québec (A perfect Getaway) est un thriller psychologique américain écrit et réalisé par David Twohy, sorti en 2009.

## Synopsis
Pour célébrer leur lune de miel, Cliff et Cydney (Steve Zahn et Milla Jovovich) décident d'aller à Hawaï. Cependant, lorsqu'ils croisent le chemin de deux randonneurs Nick et Gina (Timothy Olyphant et Kiele Sanchez), leur beau voyage tourne très vite au cauchemar lorsqu'une incontrôlable lutte pour la survie s'enclenche.

## Fiche technique
Sauf indication contraire, les informations mentionnées dans cette section peuvent être confirmées par la base de données cinématographiques IMDb,  présente dans la section « Liens externes ».
- Titre original : A perfect Getaway
- Titre français : Escapade fatale
- Titre québécois : Un paradis d'enfer
- Réalisation et scénario : David Twohy
- Musique : Boris Elkis
- Direction artistique : Zina Torres
- Décors : Joseph C. Nemec III
- Costumes : Laura Goldsmith
- Photographie : Mark Plummer
- Montage : Tracy Adams
- Production : Robbie Brenner, Mark Canton, Ryan Kavanaugh et Tucker Tooley
- Production déléguée : Robert Bernacchi, Mark Fischer et Scott Fischer
- Coproduction : Camille Brown, Ken Halsband et Geoffrey Taylor
- Sociétés de production : Rogue Pictures ; Relativity Media et QED International (coproductions)
- Société de distribution : Universal Pictures
- Budget : 14 millions de dollars[réf. nécessaire]
- Pays de production :  États-Unis
- Langue originale : anglais
- Format : couleur - 2,35:1 - DTS / Dolby Digital - 35 mm
- Genres : thriller psychologique ; drame
- Durée : 97 minutes
- Dates de sortie :
  - Pays-Bas : 6 août 2009 (avant-première mondiale)
  - États-Unis : 7 août 2009
  - Belgique : 26 août 2009
  - France : 25 mars 2010 (DVD)
- Tous publics, mais certaines scènes pourraient effrayer la sensibilité des jeunes spectateurs.

## Distribution
- Timothy Olyphant  (VF : Jean-Pierre Michaël ; VQ : Martin Watier) : Nick
- Milla Jovovich  (VF : Barbara Kelsch ; VQ : Élise Bertrand) : Cydney Karswell Anderson
- Kiele Sanchez  (VF : Charlotte Marin ; VQ : Magalie Lépine-Blondeau) : Gina
- Steve Zahn (VF : Jérôme Pauwels ; VQ : Louis-Philippe Dandenault) : Cliff Anderson
- Marley Shelton (VQ : Mélanie Laberge) : Cleo
- Chris Hemsworth (VF : Boris Rehlinger ; VQ : Daniel Picard) : Kale
- Tory Kittles : Sherman / Kayaker
- Dale Dickey (VF : Julie Carli) : la vendeuse du magasin

## Production

### Tournage
Le tournage a lieu sur l'île de Kauai à Hawaï, ainsi qu'à Porto Rico (dont Aguadilla, Cabo Rojo, Isabela, le Vieux San Juan et San Sebastián) et à la Jamaïque pour la grotte marine, entre mars et mai 2008.

### Musique
1. Hey, Hey, Hey, de Tracey Adams
2. Paradise, de RooHub
3. Need Your Love, de The High Tide Spirits
4. Boom Chic Boom, de Chic de Tracy Adams
5. Red Dress Baby, de Doll de Tracy Adams
6. Ghetto Chronic, de Tracy Adams
7. The Wretched, de Nine Inch Nails
8. I'm Yours, de Jason Mraz